# 31959 Keianacave
31959 Keianacave este un asteroid din centura principală de asteroizi.

## Descriere
31959 Keianacave este un asteroid din centura principală de asteroizi. A fost descoperit pe 12 aprilie 2000 la Socorro, New Mexico, în cadrul proiectului LINEAR. Asteroidul prezintă o orbită caracterizată de o semiaxă mare de 2,63 ua, o excentricitate de 0,14 și o înclinație de 7,0° în raport cu ecliptica.